# Ca Maginet
Ca Maginet és un edifici del municipi d'Alcover protegit com a bé cultural d'interès local.

## Descripció
Es tracta d'un edifici entre mitgeres de planta baixa i dos pisos. La planta baixa presenta porta d'accés rectangular de grans carreus de pedra, a la dovella central de la llinda figura l'anagrama IHS i la data de 1619. A la dreta de la porta hi ha dues obertures rectangulars. Al primer pis hi ha tres finestres rectangulars amb ampit sobresortint. El segon pis presenta tres obertures rectangulars alineades amb les del pis inferior. L'edifici es corona amb un petit ràfec. L'obra és de paredat arrebossat.

## Història
Ca Maginet fou construïda l'any 1619 i forma part del conjunt d'habitatges que s'edificaren a Alcover al llarg dels segles XVII i XVIII dintre del clos antic de la vila.